# Neodakaria ordinata
Neodakaria ordinata är en mossdjursart som först beskrevs av Charles Henry O'Donoghue 1923.  Neodakaria ordinata ingår i släktet Neodakaria och familjen Bitectiporidae. Inga underarter finns listade i Catalogue of Life.